# Société Anonyme des Tramways de La Haye
De Société Anonyme des Tramways de La Haye (TH) was een onderneming die van 16 oktober 1873 tot 11 november 1886 paardentramlijnen voor passagiersvervoer exploiteerde in Den Haag.
De TH werd opgericht op 7 oktober 1873 en was gevestigd te Brussel. De onderneming werd gefinancierd door Belgisch kapitaal.
Op 16 oktober 1873 werd de concessie voor uitoefening van paardentramlijnen overgenomen van de Haagsche Tramway Maatschappij, die door wanbeheer niet langer in staat was geweest de lijnen te exploiteren. De concessie van de TH liep tot 1 januari 1900.
De TH pakte de zaken energiek aan. Er werd geïnvesteerd in paarden, materieel en personeel. Ook werden nieuwe lijnen opgezet en de bestaande werden voorzien van dubbelspoor.
In 1875 werd de concessie voor de paardentramlijn van Den Haag naar Delft door de TH overgenomen van de failliete Algemeene Nederlandsche Railroute-Maatschappij. Ook in deze lijn werd veel geïnvesteerd: de spoorbreedte werd teruggebracht naar normaalspoor en er gingen nieuwe voertuigen rijden toen de lijn op 30 maart 1877 werd heropend.
Op 21 januari 1887 besloten de aandeelhouders van de TH afstand te doen van hun Haagse belangen en deze over te dragen aan de Société Générale (SG) te Brussel, die er een Nederlandsche onderneming van zou gaan maken die gedeeltelijk onder haar hoede stond. De Haagse gemeenteraad had op 21 oktober en 11 november 1886 reeds de concessie verleend aan de SG, die deze concessie op haar beurt overdroeg aan de op 17 mei 1887 opgerichte Haagsche Tramweg-Maatschappij.

## Materieel
| Serie                             | Bouwjaar    | Fabriek                      | Model                                      | Opmerking |
| --------------------------------- | ----------- | ---------------------------- | ------------------------------------------ | --- |
| 1 - 2, 5                          | 1864        | General Rolling Stock        | Gesloten                                   | Overgenomen van HTyM. Gebouwd voor inzet in de eerste klasse, maar deze klasse werd afgeschaft in 1870. Het rijtuig kende 20 zitplaatsen. In 1874 werd de serie afgevoerd. |
| 1 - 2, 12                         | 1873 - 1874 | Evrard of Plas               | Gesloten                                   | Tweeassige rijtuigen. Afgevoerd tussen 1895 en 1907. |
| 3                                 | 1873        | Evrard of Plas               | Gesloten                                   | Tweeassig rijtuig met 20 zitplaatsen. Afgevoerd tussen 1883 - 1884. |
| 4 - 11                            | 1874        | Evrard                       | Open                                       | Tweeassige open rijtuigen met 16 zitplaatsen. Rijtuig 11 zou in 1875 verkocht zijn aan de Compagnie Brésilienne de Tramways in Brussel. Dit rijtuig bleef uiteindelijk bewaard als museumtram in Brussel. De overgebleven rijtuigen kwamen uiteindelijk terecht bij de HTM en werden tussen 1905 en 1907 buiten gebruik gesteld. |
| 11                                | 1875        | Evrard of Plas               | Gesloten                                   | Vervanger voor de 11 die naar Brussel ging in 1875. Het rijtuig kende 16 zitplaatsen. Het werd door de HTM buiten gebruik gesteld tussen 1905 en 1907. |
| 13 - 16                           | 1864        | General Rolling Stock        | Gesloten                                   | Overgenomen van HTyM met oorspronkelijke nummering 3 - 4, 6 - 7. Rijtuigen tweede klasse, voorzien van een imperiaal. Opvallend was dat het interieur was uitgevoerd met langsbanken, waarbij deze beiden in het midden in de lengterichting waren geplaatst. De rijtuigen werden door de TH buiten dienst gesteld in 1874, maar kwamen een jaar later opnieuw in gebruik onder de nummerreeks 13 - 16. Twee rijtuigen dienden later als wachthuisje bij tramhaltes Kapelsbrug en Atjehstraat.                           |
| 13 - 16                           | 1876        | Evrard of Plas               | Gesloten                                   | Uit dienst in 1905 - 1907 |
| 17                                | 1877        | Evrard                       | Gesloten                                   | Uit dienst in 1905 - 1907 |
| 18 - 19                           | 1877        | Evrard                       | Gesloten                                   | 12 zitplaatsen. Uit dienst in 1905 - 1907 |
| 20                                | 1877        | Evrard                       | Gesloten                                   | 16 zitplaatsen. Uit dienst in 1905 - 1907 |
| 21 - 24                           | 1876        | Evrard                       | Gesloten rijtuig met open bovenverdieping. | Rijtuigen met een imperiaal uit 1876. In totaal 40 zitplaatsen. In 1887 werd deze serie vernummerd naar 60 - 63. In 1906 - 1907 werden de rijtuigen verbouwd tot aanhangrijtuig van de elektrische tram en samen met de rijtuigen uit de reeks 50 - 59 vernummerd in de serie 323 - 334. |
| 25                                | 1877        | Evrard                       | Gesloten                                   | 12 zitplaatsen. Uit dienst in 1905 - 1907 |
| 26 - 30                           | 1877        | Evrard of Plas               | Gesloten                                   | Uit dienst in 1905 - 1907 |
| 40 - 43 44 - 45 46 - 49 110 - 113 | 1877 - 1888 | Evrard of Plas, France-Belge | Open                                       | 20 zitplaatsen. In 1906 werden 10 van de 14 rijtuigen verkocht. 1 rijtuig ging naar de ATM (omgespoord naar 750 mm), later naar de tramlijn Amsterdam - Sloten (1067 mm), met nummer 5, later 6 en in 1922 10. Het reed daar tot 1925. 1 naar de NmTM (1067 mm, nummer 5, in dienst tot 1911), vier aan de TMZG (750 mm, 10 - 13) en vier aan de EG. Deze vier rijtuigen werden daar omgebouwd tot goederenwagens, omgespoord naar 1067 mm en omgenummerd naar 1 - 4. 3 rijtuigen bleven rijden tot 1913, de 4e in 1921. |
|                                   |             |                              |                                            | Tabel incompleet |

1. ↑  Website trammuseum.brussel